# Communauté de communes du Grand Pontarlier
Die Communauté de communes du Grand Pontarlier ist ein französischer Gemeindeverband mit der Rechtsform einer Communauté de communes im Département Doubs in der Region Bourgogne-Franche-Comté. Sie wurde am 14. Juni 1999 gegründet und umfasst zehn Gemeinden. der Verwaltungssitz befindet sich in der Stadt Pontarlier.

## Mitgliedsgemeinden
| Gemeinde                                   | Einwohner 1. Januar 2022 | Fläche km² | Dichte Einw./km² | Code INSEE | Postleitzahl |
| ------------------------------------------ | ------------------------ | ---------- | ---------------- | ---------- | ------------ |
| Chaffois                                   | 1.032                    | 16,25      | 64               | 25110      | 25300        |
| Dommartin                                  | 819                      | 6,39       | 128              | 25201      | 25300        |
| Doubs                                      | 3.309                    | 8,94       | 370              | 25204      | 25300        |
| Granges-Narboz                             | 1.355                    | 16,22      | 84               | 25293      | 25300        |
| Houtaud                                    | 1.197                    | 7,89       | 152              | 25309      | 25300        |
| La Cluse-et-Mijoux                         | 1.317                    | 22,50      | 59               | 25157      | 25300        |
| Pontarlier                                 | 17.928                   | 41,35      | 434              | 25462      | 25300        |
| Sainte-Colombe                             | 482                      | 10,49      | 46               | 25515      | 25300        |
| Verrières-de-Joux                          | 472                      | 10,15      | 47               | 25609      | 25300        |
| Vuillecin                                  | 669                      | 14,24      | 47               | 25634      | 25300        |
| Communauté de communes du Grand Pontarlier | 28.580                   | 154,42     | 185              | –          | –            |

## Historische Entwicklung
1999 wurde der Gemeindeverband unter dem Namen Communauté de communes du Larmont gegründet und 2015 auf den aktuellen Namen umbenannt.

## Aufgaben
Zu den Hauptaufgaben des Gemeindeverbandes gehören die Entwicklung und Förderung des Tourismus, die Schaffung von Arbeitsplätzen, die gemeindeübergreifende Wirtschaftsentwicklung (Koordination von Industrie- und Gewerbezonen), die Müllabfuhr, die Trinkwasseraufbereitung und die Abwasserreinigung.